# Gesellschaft für das Gute und Gemeinnützige Basel
Die Gesellschaft für das Gute und Gemeinnützige Basel, kurz GGG Basel, ist ein privater Verein in Basel, welcher sich in den Bereichen Bildung, Familie, Kultur, Soziales und Gesundheit engagiert. Die GGG führt 12 eigene Betriebe und über 60 Organisationen stehen unter ihrem Patronat (Stand 2020). Über 2000 ehrenamtliche und angestellte Personen sind bei der GGG oder im nahen Umfeld tätig.

## Geschichte

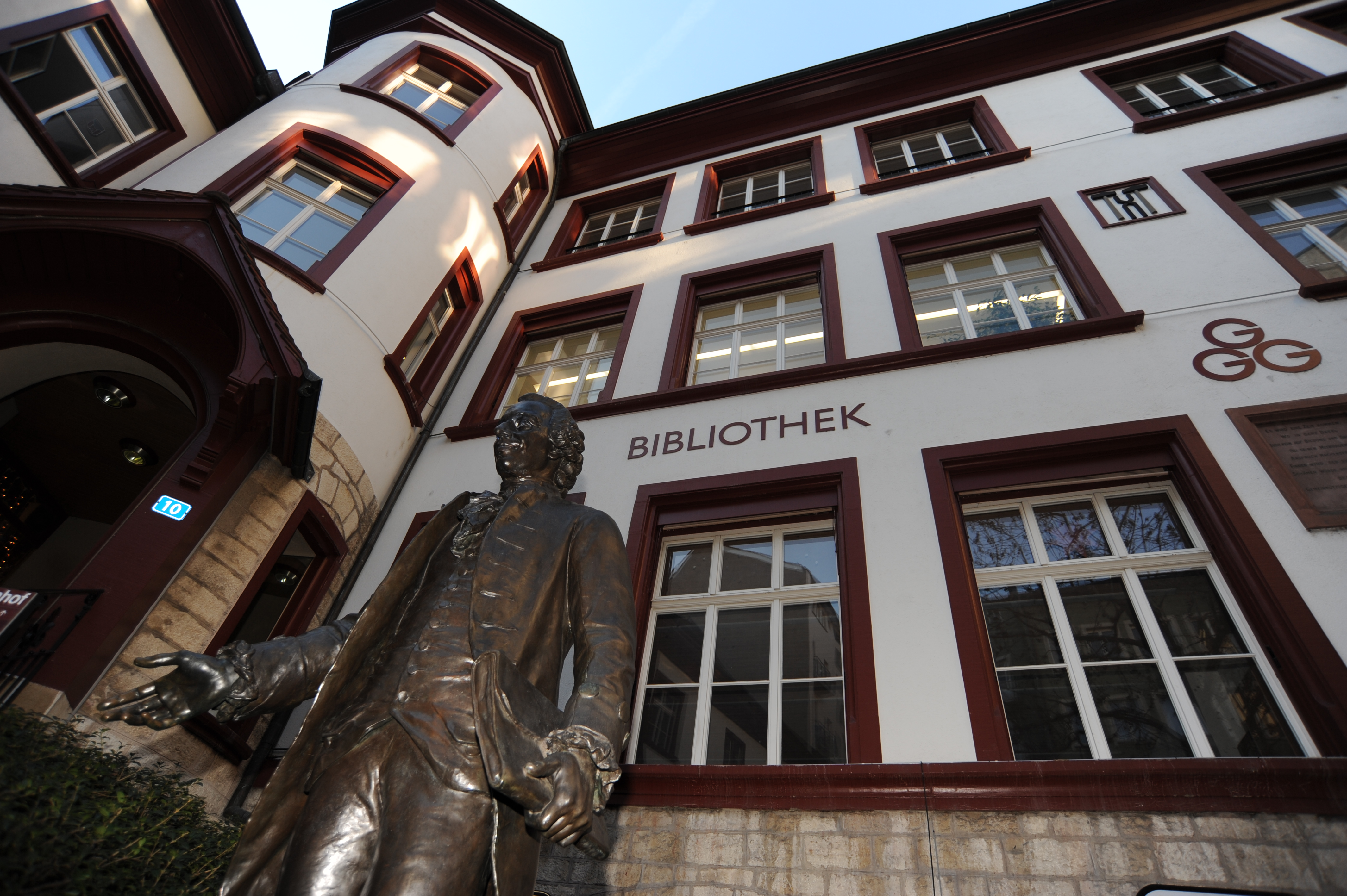
Hauptgebäude der GGG im Schmiedenhof mit Statue von Isaak Iselin

### Gründung
Der Verein wurde am 30. März 1777 von Isaak Iselin und weiteren Mitgliedern der Basler Sektion der Helvetischen Gesellschaft als Gesellschaft zur Aufmunterung und Beförderung des Guten und Gemeinnützigen gegründet. Der Zweck waren die Förderung der Ausbildung der unterprivilegierten Bevölkerungsschichten und die Linderung der weit verbreiteten Armut. Vergleichbare heute noch bestehende Gesellschaften der Aufklärung entstanden zur gleichen Zeit auch in anderen Städten wie in Hamburg (Patriotische Gesellschaft von 1765) und in Lübeck (Gesellschaft zur Beförderung gemeinnütziger Tätigkeit).
Der Hauptzweck der Gesellschaft sieht gemäss den Gründungsstatuten von 1777 als Ziel: «Die Beförderung, die Aufmunterung und die Ausbreitung alles dessen, was gut, was löblich, was gemeinnützig ist, was die Glückseligkeit des Bürgers und des Menschen überhaupt erhöhen und vermehren kann, hat ein Recht auf Aufmerksamkeit der Gesellschaft.»

### 18. Jahrhundert –Arbeit und Bildung statt Almosen
Als Mittel zur Linderung der in Basel weit verbreiteten Armut sah Isaak Iselin die Förderung der Ausbildung unterprivilegierter Bevölkerungsschichten. Im Fokus stand nach dem Motto «Hilfe zur Selbsthilfe» die Gründung von Ausbildungsinstitutionen. Unter anderem wurde 1779 die erste Nähschule gegründet, in der Mädchen Lesen, Schreiben und Rechnen lernten, 1780 wurde die erste Töchternschule gegründet und 1784 die Papierschule, welche von Fabrikkindern besucht wurde (heute GGG Kurse).
Gründungen (nicht abschliessend):
- 1779 Ausschreibung Ideen zur Armutsbekämpfung
- 1779 Erste Näh- und Flickschule
- 1780 Erste Töchternschule
- 1784 Papierschule (für in Papierfabriken arbeitende Kinder, heute GGG Kurse)

### 19. Jahrhundert –Dem Staat voraus
Durch die schlanke Struktur, die breitgefächerten Beziehungen und den Bekanntheitsgrad in den aktiven Gremien Basels konnte die GGG im Gegensatz zum Staat flexibler handeln, neue Wege zeigen und benachteiligte Gruppen unkompliziert unterstützen. So nahm die GGG Basel oft eine Vorreiterrolle ein, sei es etwa in der Förderung der Schulbildung für Mädchen und Arbeiterkinder oder in der Gründung von Bibliotheken für breite Bevölkerungsschichten.
Nachdem die 1780 gegründete Töchterschule aus Spargründen geschlossen worden war, konnte 1812 eine  zweite Töchternschule gegründet werden, die bereits 1819 vom Staat übernommen wurde (heute Gymnasium Leonhard).
1807 nahm die Gründung der Jugendbibliothek ein Grundanliegen Isaak Iselins auf: die Vermittlung von Wissen und Erziehung durch die Förderung des Lesens als «eines der wirksamsten Mittel zur Glückseligkeit des einzelnen Menschen, so wohl als den Wohlstand der Gesellschaft zu fördern». 1823 und 1842 wurde das Angebot mit der Bürger- respektive der Arbeiterbibliothek erweitert. Heutzutage ist die GGG Stadtbibliothek die grösste eigene Institution der GGG Basel.
Gründungen (nicht abschliessend):
- 1807 Jugendbibliothek (heute GGG Stadtbibliothek)
- 1809 Zinstragende Ersparniskasse (heute Stiftung SKB 1809)
- 1812 Zweite Töchterschule (heute Gymnasium Leonhard)
- 1821 GGG Neujahrsblatt
- 1855 Erste Arbeiterwohnungen (GGG eigene Liegenschaften)
- 1867 Musikschule (heute Musik-Akademie Basel)
- 1898 Stiftung Blindenheim Basel

### 20. Jahrhundert –GGG als dritte Kraft zwischen Staat und Wirtschaft
Mit dem Aufkommen und der Konsolidierung des Sozialstaates und den gesetzlichen Regelungen des Rechtsanspruches der Individuen beteiligte sich der Staat im 20. Jahrhundert immer mehr an Institutionen und Initiativen der GGG Basel und übernahm die (Mit-)Finanzierung von öffentlichen Aufgaben. Das Verhältnis zum Sozialstaat beschäftigte die GGG seit dessen Aufkommen, da sich die Frage stellte, in welchen Bereichen sie aktiv sein sollte und wo hingegen der Staat den Auftrag wahrnimmt. Eine Analyse des Soziologen Franz Hess in den 60er Jahren zeigte auf, dass private Interventionen dort notwendig seien, «wo die öffentliche Hand nicht eingreife, sei es, weil nur wenige betroffen sind, sei es, weil die finanziellen Folgen zu weit gingen, sei es aus anderen Gründen.» Als privater Verein versucht die GGG dort in die Bresche zu springen, wo der Markt versagt und der Staat (noch) nicht eingreift. Die Zusammenarbeit zwischen GGG und Staat wurde mit der Zeit enger und unterliegt im Rahmen der Subventionsverhandlungen immer auch den politischen Verhältnissen im grossen Rat. 1981 und 2002 lag der Mittelwert der Staatsbeiträge an die GGG bei knapp 4.5 Millionen CHF, welche zu ca. 90 % zur Betreibung der Stadtbibliotheken eingesetzt wurden.
1988 stellte die damalige Vorsteherin Jaqueline Schmid-Chastang die Innovationsfähigkeit der GGG als Verwalterin so vieler Institutionen in Frage und sah das Motto «Dem Staat voraus» bedroht. Die Arbeitsbelastung der ehrenamtlich tätigen Vorstände sei zu gross, um noch innovativ tätig zu sein. Als Folge dessen wurde 1990 die Geschäftsstelle professionalisiert und mit Niklaus Merz der erste vollamtliche Geschäftsführer angestellt.
Gründungen (nicht abschliessend):
- 1958 Stiftung Jugendhaus (heute Sommercasino)
- 1962 GGG Ausländerberatung (heute GGG Migration)
- 1979 GGG Wegweiser

### 21. Jahrhundert –GGG innovativ
Innovation und Innovativ-bleiben ist auch das Thema der GGG im 21. Jahrhundert. Im Jahresbericht 2015 berichtete der damalige Vorsteher Thomas Bein über die Herausforderung, die Balance zwischen wertvoller Tradition und steter Erneuerung zu finden. Der Vorstand habe einen Innovationsausschuss eingesetzt und die Durchführung einer wiederkehrenden Innovationskonferenz beschlossen, um das immer schon in der GGG vorhandene Innovationspotenzial neu zu bündeln. In der Folge wurde der Beschluss umgesetzt und 2017 die erste Innovationskonferenz abgehalten. Aus der Konferenz wurde unter anderem über die Idee eines «IT-Coach plus» berichtet, eine Initiative, die Menschen unterstützen soll, welche Schwierigkeiten haben, sich in einer immer komplexeren und digitalisierten Welt zurechtzufinden. Aus dieser Idee entstand Ende 2018 das Pilotprojekt GGG Digi Coach.
Gründungen (nicht abschliessend):
- 2001 GGG educomm (Auflösung und Übergabe an den Kanton Basel-Stadt 2018)
- 2013 GGG Kulturkick (Förderung junger Kulturschaffender)
- 2014 look@work (Beratung bei Problemen am Arbeitsplatz)
- 2015 Eröffnung neue GGG Stadtbibliothek im Schmiedenhof
- 2015 Projekt – GGG Gastfamilien für Flüchtlinge
- 2016 Online Wegweiser Soziales Basel
- 2016 Info älter werden
- GGG Digi Coach (in der Pilotphase)

## Struktur

### Verein GGG Basel

Organigramm der GGG Basel

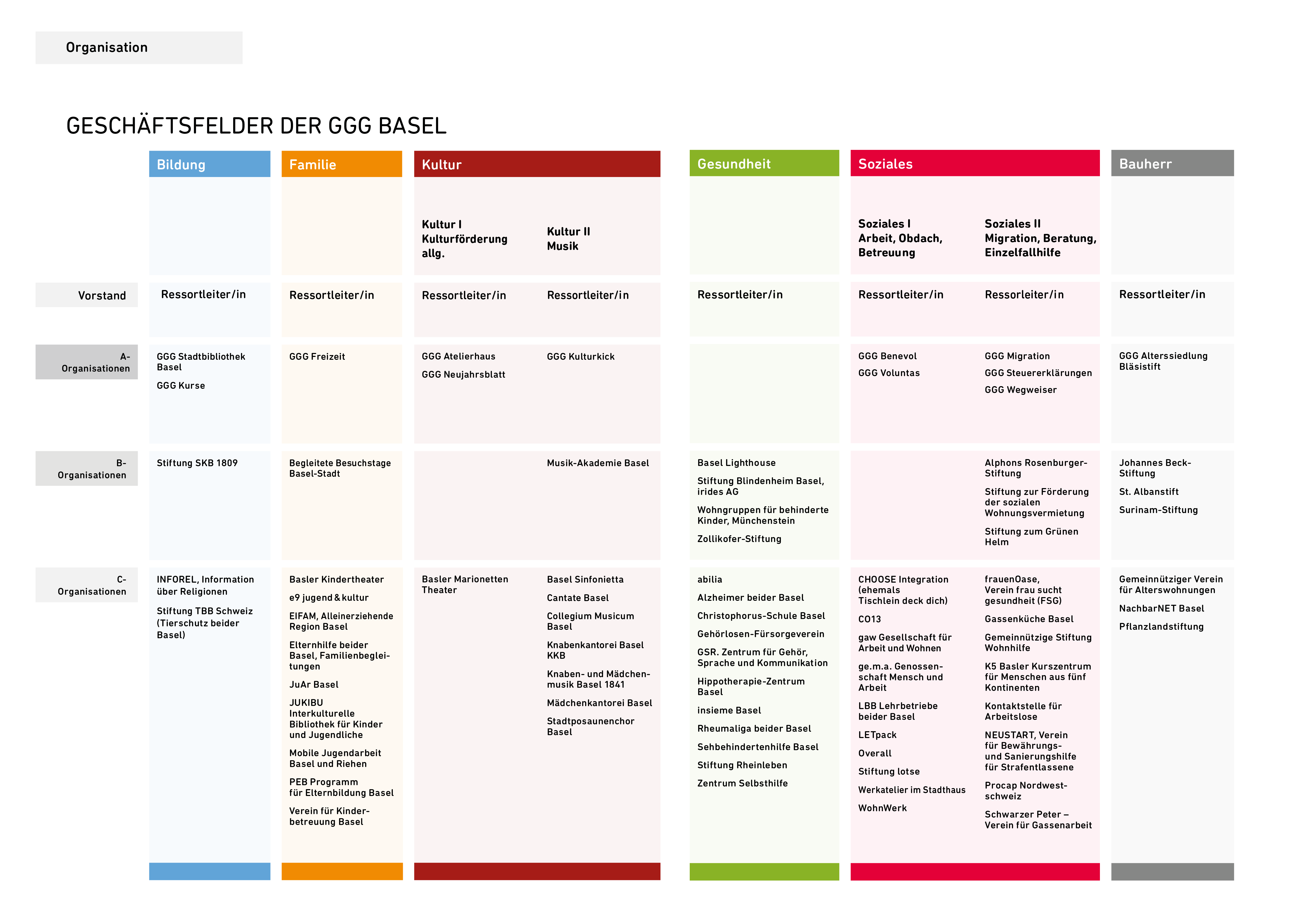
Geschäftsfelder der GGG Basel

Die Gesellschaft für das Gute und Gemeinnützige Basel (GGG Basel) ist als Verein organisiert. Das oberste Organ ist dementsprechend die Mitgliederversammlung, welche einmal im Jahr tagt. Der ehrenamtliche Vorstand des Vereins besteht aus zehn von der Mitgliederversammlung gewählten Mitgliedern: den 7 Ressortverantwortlichen, der Delegierten des Vorstands, dem Kassier und dem Schreiber. Vom Vorstand ernannt wird der Geschäftsführer, welcher die Geschäftsstelle der GGG Basel leitet.
Der Vereinszweck ist „Die Beförderung, die Aufmunterung und die Ausbreitung alles dessen, was gut, was löblich, was gemeinnützig ist […]“ Dabei orientiert sich die Gesellschaft traditionell nach dem Prinzip „Hilfe zur Selbsthilfe“, sieht Freiwilligenarbeit als feste Stütze des Engagements, fördert die Chancengerechtigkeit und engagiert sich für Menschenwürde und kulturelle Vielfalt. Der geografische Wirkungsraum ist auf Basel begrenzt.

### Geschäftsfelder
Der Verein engagiert sich in der Bereichen Bildung, Soziales und Kultur. Darunter fallen Geschäftsfelder Bildung, Familie, Kultur, Gesundheit, Soziales und Bauherr, welcher für die GGG eigenen Immobilien zuständig ist. Für jedes Geschäftsfeld ist ein Vorstandsmitglied verantwortlich.

### Organisationen
In der Gesellschaft sind zwei verschiedene Arten von Organisationen vertreten: Eigene Betriebe (A-Organisationen) und Patronatsorganisationen (B- und C-Organisationen), welche das „GGG Netzwerk“ bilden.

#### A-Organisationen
Dies sind unselbständige GGG-eigene Institutionen, deren strategische Leitung ehrenamtlichen Kommissionen obliegt. Sie werden durch den Vorstand der GGG gewählt. Die A-Organisationen mit eigenen Angestellten werden operativ von professionellen Geschäftsleitern geführt. Zu den zwölf eigenen Betrieben gehören:
- GGG Alterssiedlung Bläsistift – Selbstständiges Wohnen im Alter
- GGG Atelierhaus – Förderatelier für bildende Künstler
- GGG Benevol – Zentrum für Freiwilligenarbeit
- GGG Freizeit – Unterstützung von Freizeitaktivitäten für Kinder aus Familien mit finanziell eingeschränkter Situation
- GGG Kulturkick – Förderstelle für junge Kulturschaffende
- GGG Kurse – Sprachkurse
- GGG Migration – Anlaufstelle für Migrantinnen und Migranten. Kompetenzzentrum für Integration
- GGG Neujahrsblatt – Förderung der Geschichtskenntnisse über Basel
- GGG Stadtbibliothek Basel – Vermittlung von Büchern und andere Medien an die Bevölkerung von Basel und Umgebung zur Information, Leseförderung, Weiterbildung und Unterhaltung.
- GGG Steuererklärungen – Hilfe beim Ausfüllen der Steuererklärung für Deutsch sprechende Steuerpflichtige im Kanton Basel-Stadt.
- GGG Voluntas – Begleitung bei Krankheit, Beratung zur Patientenverfügung
- GGG Wegweiser – Infothek für das soziale Basel, Schreibdienst, Unterstützung bei Schwierigkeiten am Arbeitsplatz (look@work)

#### B-Organisationen
Dies sind selbständige Institutionen, die massgeblich von der GGG mitgetragen werden und/oder in denen die Gesellschaft an deren Leitung mitbeteiligt ist bzw. deren oberste Organe vollständig oder mehrheitlich durch den Vorstand der GGG gewählt werden. Zu diesen gehören unter anderem:
- Musikakademie Basel
- Zimmerbörse für Studierende
- Stiftung Kinderfreund (Sozialwohnungen)
- Stiftung Lighthouse Basel
- Stiftung Blindenheim Basel
- Verschiedene weitere Patronate[20]

#### C-Organisationen
Dies sind selbständige Institutionen, welche unter dem Patronat der GGG stehen und für deren leitende Organe der Vorstand der GGG mindestens einen Delegierten stellt. Zu diesen gehören unter anderem:
- Knabenkantorei Basel
- Mädchenkantorei Basel
- Basel Sinfonietta
- Gassenküche Basel
- Tischlein Deck Dich
- Elternnotruf
- Alzheimervereinigung beider Basel
- Verschiedene weitere Patronate[20]

### GGG als Förderinstitution
Neben den eigenen Organisationen und den Patronatsorganisationen vergibt die GGG Fördergelder für Projekte aus den Bereichen Kultur, Bildung, Familie, Soziales und Gesundheit. Für die Vergabe der Fördergelder ist der Vorstand zuständig, welcher jährlich um die 300 Anträge bearbeitet. Fördergesuche können über die Webseite der GGG Basel eingereicht werden. Über Vergabungen über 50‘000.- CHF entscheidet die Mitgliederversammlung, darunter kann der Vorstand selbstständig entscheiden. Jedes Jahr vergibt die GGG Basel rund 6 Mio. CHF an Fördergeldern. Davon gingen im Jahr 2018 beispielsweise 3,6 Mio. CHF (60 %) als Betriebsbeiträge an die eigenen GGG Organisationen und 2,4 Mio. CHF als Förderbeiträge an Organisationen und Projekte im GGG-Netzwerk (B- und C-Organisationen) sowie an Empfänger ausserhalb des näheren GGG Umfeldes. Davon profitieren konnten u. a. das Jugendkulturfestival Basel, der Verein Surprise, die Pro-Juventute Basel und viele mehr.

### Finanzierung
Im Jahr 2017 wurden rund 5.7 Millionen CHF für gemeinnützige Zwecke ausgeschüttet (Beiträge an A, B & C Organisationen und Projektunterstützungen). Die GGG finanziert diese Aktivitäten über Spenden, Legate, eigenen Erträge, Mitglieder- und Gönnerbeiträge. Dazu kommen Staatsbeiträge, welche direkt den betroffenen Organisationen zukommen.
Um das soziale und kulturelle Engagement in Zukunft erfolgreich weiterführen zu können, hat der Verein den „Förderkreis Isaak Iselin“ ins Leben gerufen.